# Liste des diplomatischen Korps in Ghana

## Afghanistan
- im Jahre 1972, 1976, 1981: Die Angelegenheiten Afghanistans in Ghana werden von der afghanischen Botschaft in Kairo (Ägypten) betreut.
- im Jahre 2008: Die Angelegenheiten Afghanistans werden von der afghanischen Botschaft in Addis Abeba (Äthiopien) betreut.

## Ägypten
Im Zeitraum Februar 1958 bis September 1961 existierte unter dem Namen Vereinigte Arabische Republik eine staatliche Union zwischen Ägypten und Syrien. Zwischen März 1958 und September 1961 bildete die Vereinigte Arabische Republik und das Königreich Jemen (Nordjemen) eine staatliche Konföderation unter dem Namen Vereinigte Arabische Staaten. Ab September 1961 bis 1972 führte Ägypten den Namen Vereinigte Arabische Republik allein weiter.
- im Jahre 1970: Botschafter Mohamed F. Abdel Kader
- im Jahre 1972: Botschafter A.A. El-Moursi
- im Jahre 1976, 1977: Botschafter Hassan Amin Shash
- im Jahre 1978, 1979, 1981: Botschafter Mohamed Saud El-Sayed
- im Jahre 1983: Botschafter Mahmoud Moustafa El-Khouny
- im Jahre 1987: Botschafter Fathi El-Gewely
- im Jahre 1992: Botschafter Bahaa Eldin Mostafa Reda
- im Jahre 1994, 1999, 2000: Botschafter Mohamed El-Zayat
- im Jahre 2004, 2005: Botschafter Ekram Mohamed Zaafarani
- im Jahre 2008: Botschafter Self Allah Nosier

## Algerien
- im Jahre 1970: Botschafter A.E. Acuna
- im Jahre 1972: Botschafter Boufeldja Aidi
- im Jahre 1976, 1977, 1978: Geschäftsträger Boufeldja Aidi (Geschäftsträger)  (war auch gleichzeitig akkreditiert in Benin und Togo)
- im Jahre 1979, 1981, 1983: Botschafter Muhammad Ben Mehal (war auch in Togo und Benin akkreditiert)
- im Jahre 1987: Botschafter Abdelhamid Semichi
- im Jahre 1992, 1994: Botschafter Hamid Bourki
- im Jahre 1999, 2000, 2004: Botschafter Hassane Rabehi
- im Jahre 2005, 2008: Botschafter Lakhal Benkelai

## Angola
- im Jahre 1978, 1979, 1981: Zwischen Angola und Ghana existieren diplomatische Beziehungen.
- im Jahre 2005: Botschafter José Alves Primo
- im Jahre 2008: Botschafter Earisto D. Kimba

## Äquatorialguinea
- im Jahre 2008: Die Angelegenheiten Äquatorialguineas in Ghana werden von der äquatorialguineischen Botschaft in Lagos (Nigeria) betreut.

## Argentinien
- im Jahre 1972, 1976, 1977, 1978, 1979, 1981, 2008: Die Angelegenheiten Argentiniens in Ghana werden von der argentinischen Botschaft in Lagos (Nigeria) betreut.

## Äthiopien
- im Jahre 1970: Botschafter Lidj Imru Zelleke
- im Jahre 1972: Botschafter Goytom Petros
- im Jahre 1976, 1977, 1978, 1979: Botschafter Alemayehu Abebe Fshenkut (war auch gleichzeitig in Guinea akkreditiert)
- im Jahre 1981, 1983, 1987: Botschafter Ato Assefaw Leggesse
- im Jahre 1992, 1994: Geschäftsträger a.i. Beide Melaku
- im Jahre 1999, 2000: Botschafter Kuwang Tutilam
- im Jahre 2004, 2005: Botschafter Reda Belete
- im Jahre 2008: Botschafter Ato Cham Ugala Uriat

## Australien
Quelle: Internetseite der australischen Botschaft in Ghana:
- im Jahre 1970: Hochkommissar Richard A. Woolcot
- im Jahre 1972: Hochkommissar J.M. McMillan
- im Jahre 1976, 1977: Hochkommissar D. Evans
- im Jahre 1978, 1979: Hochkommissar John Daniel McCredie
- im Jahre 1981, 1983: Hochkommissar Anthony F. Dingle
- im Jahre 2008: Hochkommissar Jonathan Richardson

## Bangladesch
- im Jahre 1976, 1977: Zwischen Ghana und Bangladesch existieren diplomatische Beziehungen.
- im Jahre 1978, 1979, 1981, 2008: Die Angelegenheiten Bangladeschs in Ghana werden vom bangladeschischen Hochkommissariat in Dakar (Senegal) betreut.

## Belgien
- im Jahre 1970: Botschafter George Barthelemy
- im Jahre 1972: Botschafter Jules Marchal
- im Jahre 1976, 1977: Geschäftsträger G. Vanderstichelen
- im Jahre 1978: Botschafter Arnold de Coeyer
- im Jahre 1979, 1981: Botschafter Baron d’Anethan
- im Jahre 2008: Honorarkonsul Dimitri Avraam

## Benin
Benin nannte sich bis 1975 Dahomey.
- im Jahre 1970, 1972, 1976, 1977, 1978: Zwischen Dahomey (ab 1975 Benin) und Ghana existieren diplomatische Beziehungen.
- im Jahre 1979, 1981: Botschafter Coffi Mamert Randolph
- im Jahre 1983, 1987: Geschäftsträger Cyrille Oguin
- im Jahre 1992, 1994, 1999: Geschäftsträger L. Tonoukouin
- im Jahre 2000: Botschafter Sédjoro Théophile Houessinon
- im Jahre 2004, 2005, 2008: Botschafter Pierre Desire Sadeler

## Botswana
- im Jahre 1981: Zwischen Botswana und Ghana existieren diplomatische Beziehungen.

## Brasilien
- im Jahre 1970: Botschafter Viera de Mello
- im Jahre 1972, 1976, 1977, 1978, 1979, 1981: Botschafter Lyle Amaury Tarrisse da Fontoura (war auch gleichzeitig in Togo akkreditiert)
- im Jahre 1983, 1987: Botschafter Agenor Soares dos Santos
- im Jahre 1992, 1994: Botschafter Carlos Norberto de Oliveira Pares
- 1994–1997: Botschafter Hélder Martins de Moraes
- im Jahre 2000, 2004, 2005: Botschafter Paulo Américo Veiga Wolowski
- im Jahre 2008: Botschafter Luis Fernando de Andradi Serra

## Brunei
- im Jahre 1992: In Accra existiert eine bruneiische Botschaft.

## Bulgarien
- im Jahre 1970: Botschafter Asen Takov
- im Jahre 1972: Botschafter D. Tchorbadjiev
- im Jahre 1976, 1977, 1978: Botschafter D. Valev (war auch gleichzeitig in Benin akkreditiert)
- im Jahre 1979: Geschäftsträger A. Karlov
- im Jahre 1981, 1983, 1987: Botschafter Konstantin Georgiev Gyaurov
- im Jahre 1992: Botschafter Georgi Petrov Kassov
- im Jahre 1994: Geschäftsträger i.a. Alexander Peytchev
- im Jahre 1999, 2000, 2004, 2005: Geschäftsträger George Mitev
- im Jahre 2008: In Accra existiert eine bulgarische Botschaft.

## Burkina Faso
Burkina Faso hieß bis 1984 Obervolta.
- im Jahre 1970: Botschafter V.G. Kabore
- im Jahre 1972, 1976, 1977, 1978, 1979, 1981: Botschafter Paul Tensore Rouamba
- im Jahre 1983, 1987: Botschafter Jean Paul T. Bamogho
- im Jahre 1992, 1994, 1999, 2000: Botschafter Emile Gouba
- im Jahre 2004: Geschäftsträger a.i. Marie Andree Traore Konde
- im Jahre 2005: Botschafter unbesetzt
- im Jahre 2008: Botschafter Sini Pierre Sanou

Ceylon siehe unter Sri Lanka

## Volksrepublik China
Quelle: Internetseite der chinesischen Botschaft in Accra
- im Jahre 1972: Botschafter Ko Hua
- im Jahre 1976, 1977, 1978, 1979: Botschafter Yang Ke-Ming
- im Jahre 1981, 1983: Botschafter Jia Huaiji
- im Jahre 1987: Botschafter Gu Xiner
- im Jahre 1992, 1994: Guo Jingan
- im Jahre 1999, 2000: Botschafter Li Zupei
- im Jahre 2004, 2005: Botschafter Zhang Keyuan
- im Jahre 2008: Botschafter Lu Yongshou
- im Jahre 2009: Botschafter Yu Wenzhe

Dahomey siehe unter Benin

## Dänemark
Quelle: Internetseite der dänischen Botschaft in Accra
- im Jahre 1970, 1972: Frau Botschafterin Nonny Wright
- im Jahre 1976: Geschäftsträger J. Hansen Svaerupgaard (war auch gleichzeitig in der Elfenbeinküste und in Togo akkreditiert)
- im Jahre 1977: Geschäftsträger Niels Neustrup (war auch gleichzeitig in der Elfenbeinküste und in Togo akkreditiert)
- im Jahre 1978: Botschafter Finn Asaberg-Peterson (war auch gleichzeitig in der Elfenbeinküste und in Togo akkreditiert)
- im Jahre 1979: Botschafter Henning Halck (war auch gleichzeitig Resident in Lagos (Nigeria))
- im Jahre 1981, 1983: Geschäftsträger a.i. Henning Svanhold
- im Jahre 1999: Frau Botschafterin Birgit Storgaard Madsen
- im Jahre 2000, 2004: Botschafter Ole Blicher-Olsen
- im Jahre 2005: Botschafter Flemming Bjørk Pedersen
- im Jahre 2015: Botschafterin Tove Degnbol

## Deutschland
Hauptartikel: Liste der deutschen Botschafter in Ghana

### Bundesrepublik Deutschland
Quelle: Internetseite der deutschen Botschaft in Ghana
- 1957–1958: Konsul, später Ständiger Geschäftsträger Hermann Saam
- 1958–1961: Botschafter Carl Stein
- 1961–1963: Botschafter Carl-Heinz Lüders
- 1963–1964: Botschafter Walter Reichhold
- 1964–1968: Botschafter Hans-Georg Steltzer
- 1968–1974 (1976 ?): Botschafter Helmut Müller
- im Jahre 1977: Botschafter Günther Motz
- im Jahre 1978, 1979: Botschafter Herbert Weil
- im Jahre 1981, 1983, 1987: Botschafter Gottfried Fischer
- bis 1992: Botschafter Burghart Nagel
- 1992–1996: Botschafter Hans-Joachim Heldt
- 1996–1997: Botschafter Hubert Beemelmans
- 1997–2001: Botschafter Christian Nakonz
- 2001–2003: ?
- 2003–2007: Botschafter Peter Linder
- 2007–2010: Botschafter Marius Haas
- 2010–2012: Botschafter Eberhard Schanze
- 2012–2014: Botschafter Renate Schimkoreit
- 2014–2016: Botschafter Rüdiger John
- 2016–2021: Botschafter Christoph Retzlaff
- 2021–2025: Botschafter Daniel Krull
- seit 2025: Botschafter Frederik Landshöft

### Deutsche Demokratische Republik
Die DDR existierte bis 1990.
- 1959–1961: Leiter der Handelsvertretung Rolf Seidel
- 1961–1963: Leiter der Handelsvertretung Georg Heiderich
- 1963–1966: Leiter der Wirtschafts- und Handelsmission Karl-Heinz Kern
- 1966–1970: ?
- 1970–1971: Leiter der Handelsmission Gotthelf Schulze
- 1971–1973: Leiter der Handelsmission Johannes Vogel
- 1973–1975: Botschafter Johannes Vogel
- 1975–1978: Botschafter Werner Schedlich
- 1978–1981: Botschafter Horst Hähnel
- 1981–1984: Botschafter Herbert Denzler
- 1984–1988: Botschafter Franz Everhartz
- 1988–1990: Botschafter Gottfried Bühring

## Elfenbeinküste
- im Jahre 1972, 1976, 1977, 1978, 1979, 1981: Botschafter Denis Coffi Bile
- im Jahre 1983, 1987, 1992, 1994: Botschafter Konan Nda
- im Jahre 1999, 2000, 2004, 2005: Botschafter Emmanuel Amon Tanoe (Amon Tanoe Emmanuel)
- im Jahre 2008: Botschafter Paul Kakoulangba

## Eritrea
Eritrea existiert als unabhängiger Staat seit 1993. Davor war das Land ein Teil Äthiopiens.
- im Jahre 2008: Botschafter Daniel Yohannes (in Nigeria residierend)

## Finnland
- im Jahre 1979, 1981: Die Angelegenheiten Finnlands in Ghana werden von der finnischen Botschaft in Lagos (Nigeria) betreut.
- im Jahre 2008: Honorarkonsulin Debbie Kassardjian

## Frankreich
Quelle: Internetseite der französischen Botschaft in Accra
- im Jahre 1957, 1961: Botschafter Louis de Guiringaud
- im Jahre 1961, 1964: Botschafter Philippe Grousset
- im Jahre 1964, 1968: Botschafter Barthélemy Epinat
- im Jahre 1968, 1970, 1972: Botschafter Pierre Anthonioz
- im Jahre 1972, 1976: Botschafter Jean Deciry
- im Jahre 1977, 1978, 1979: Botschafter Alain Chaillous
- im Jahre 1981, 1983: Botschafter Ian Zebrowski
- im Jahre 1987: Botschafter Jean Michel Auchère
- im Jahre 1992: Botschafter Jean-François Lionnet
- im Jahre 1994: Botschafter Jean-Claude Brochenin
- im Jahre 1999, 2000: Botschafter Didier Ferrand
- im Jahre 2004: Botschafter Jean-Michel Berrit
- im Jahre 2005, 2008: Botschafter Pierre Jacquemont
- im Jahre 2008, 2001: Botschafter Francis Hurtut
- im Jahre 2011, 2015: Botschafter Frédéric Clavier
- im Jahre 2015, 2018: Botschafter François Pujolas
- im Jahre 2018, 2022: Botschafterin Anne Sophie Avé
- seit 2022: Botschafter Jules Armand Aniambossou

## Gabun
- im Jahre 1976, 1977, 1978: Es existieren diplomatische Beziehungen zwischen Gabun und Ghana.
- im Jahre 1979, 1981, 2008: Die Angelegenheiten Gabuns in Ghana werden von der gabunischen Botschaft in Abidjan (Elfenbeinküste) betreut.

## Gambia
- im Jahre 1976, 1977: Es existieren diplomatische Beziehungen zwischen Gambia und Ghana.
- im 1978, 1981: Die Angelegenheiten Gambias in Ghana werden vom gambischen Hochkommissariat in Lagos (Nigeria) betreut.
- im Jahre 2008: Hochkommissar Momodou Kebba Jallow (in Lagos (Nigeria) residierend)

## Griechenland
- im Jahre 1976, 1977: Es existieren diplomatische Beziehungen zwischen Griechenland und Ghana.
- im Jahre 1978, 1981, 2008: Die Angelegenheiten Griechenlands in Ghana werden von der griechischen Botschaft in Lagos (Nigeria) betreut.

Großbritannien und Nordirland siehe unter Vereinigtes Königreich

## Guinea
- im Jahre 1972, 1976, 1977: Zwischen Guinea und Ghana existieren diplomatische Beziehungen.
- im Jahre 1978, 1979, 1981, 1983: Botschafter Mamadu Cherif Diallo
- im Jahre 1987, 1992, 1994, 1999, 2000, 2004, 2005: Botschafter Dore Diale Drus
- im Jahre 2008: Es existiert eine guineische Botschaft in Accra.

## Indien
- im Jahre 1970: Hochkommissar Shri A. Singh Mehta
- im Jahre 1972, 1976, 1977: Hochkommissar S. Bikram Shah
- im Jahre 1978, 1979: Frau Hochkommissarin C.B. Mudhamma
- im Jahre 1981: Hochkommissar P.A. Nazareth
- im Jahre 1983, 1987: Hochkommissar Gurcharan Singh
- im Jahre 1992: Hochkommissar S.K. Uppal
- im Jahre 1994, 1999, 2000: Hochkommissar Dihlt Singh Pannun
- im Jahre 2004: Hochkommissar Kaikhosrou K. Framji
- im Jahre 2005: unbesetzt
- im Jahre 2008: Hochkommissar Arun Kumar Banerjee
- im Jahre 2009: Hochkommissar Ruchi Ghanashyam

## Indonesien
- im Jahre 1972, 1976, 1981: Die Angelegenheiten Indonesiens in Ghana werden von der indonesischen Botschaft in Lagos (Nigeria) betreut.
- im Jahre 2008: Botschafter Nurhadi Djazuli (in Lagos (Nigeria) residierend)

## Irak
- im Jahre 1970: Botschafter Saadoun Y. Badie
- im Jahre 1972, 1976, 1981, 2008: Die Angelegenheiten Iraks in Ghana werden von der irakischen Botschaft in Lagos, Nigeria betreut.

## Iran
- im Jahre 1976: Zwischen Iran und Ghana existieren diplomatische Beziehungen.
- im Jahre 1977, 1981: Die Angelegenheiten Irans in Ghana werden von der iranischen Botschaft in Lagos, Nigeria betreut.
- im Jahre 1992, 1994, 1999: Botschafter Shameddin Khareghani
- im Jahre 2008: Botschafter Valiollah Mohammadi Masrabadi
- im Jahre 2000: Botschafter Kiumars Fotuhi-Qiyam
- im Jahre 2004: Botschafter Majid Izmark
- im Jahre 2005: Botschafter Valiollah Mohammadi Nasrabadi

## Irland
- im Jahre 2008: Botschafter Liam Canniffe (in Abuja (Nigeria) residierend)

## Island
- im Jahre 1979: Es existieren diplomatische Beziehungen zwischen Island und Ghana.
- im Jahre 1981: Es existiert eine isländische Botschaft in Accra, aber der Posten des isländischen Botschafters ist unbesetzt.

## Israel
- im Jahre 1970, 1972: Botschafter Avraham Cohen
- im Jahre 2008: Botschafter Daniel Kedem (in Abidjan (Elfenbeinküste) residierend)

## Italien
- im Jahre 1970: Botschafter Lugi Gasbarri
- im Jahre 1972: Botschafter Guglielmo Folchi
- im Jahre 1976, 1977: Botschafter Baron S. Porcari Li Destri (war auch gleichzeitig in Togo akkreditiert)
- im Jahre 1978: unbesetzt
- im Jahre 1979, 1981: Botschafter Onofrio Solari Bozzi (war auch gleichzeitig in Togo akkreditiert)
- im Jahre 1983: Botschafter Mario Ferrari di Carpi
- im Jahre 1987: Botschafter Luigi Durante
- im Jahre 1992, 1994, 1999, 2000: Botschafter Mario Fugazzola
- im Jahre 2004: Botschafter Giancarlo Izzo
- im Jahre 2005: Botschafter Fabrizio de Agostini
- im Jahre 2008: Botschafter Giancarlo Izzo

## Jamaika
- im Jahre 1972, 1976, 1981: Die Angelegenheiten Jamaikas in Ghana werden von der jamaikanischen Hochkommission in Addis Abbeba, Äthiopien betreut.
- im Jahre 2008: Hochkommissar Carl Marshall (in Addis Abeba (Äthiopien) residierend)

## Japan
- im Jahre 1970: Botschafter Schichizo Tsuruga
- im Jahre 1972: Botschafter Yo Kamikawa
- im Jahre 1976: Geschäftsträger T. Suzuki
- im Jahre 1977: Botschafter Keiichi Tachibana
- im Jahre 1978: Botschafter Ken Y. Murakami
- im Jahre 1979: Botschafter Keiichi Tachibana
- im Jahre 1981, 1983: Botschafter Masatada Higaki
- im Jahre 1987: Botschafter Masatada Higaki
- im Jahre 1992: Botschafter Shigeru Kurosawa
- im Jahre 1994: Botschafter Toshiro Kojima
- im Jahre 1999, 2000: Botschafter Shosuke Ito
- im Jahre 2004, 2005: Botschafter Kazuko Asai
- im Jahre 2008: Botschafter Masamichi Ishikawa

Jemen (Nordjemen): hinsichtlich des Zeitraums 1958–1961 siehe unter Ägypten

## Jugoslawien
Jugoslawien existierte bis 2003.
- im Jahre 1970: Geschäftsträger Milutin Tapavicki
- im Jahre 1972: Geschäftsträger Trifun Nikolic
- im Jahre 1976, 1977, 1978: Botschafter Zoravko Pecar (war auch gleichzeitig in Benin, Togo und der Elfenbeinküste akkreditiert)
- im Jahre 1979, 1981: Botschafter Laszlo Bala (war auch gleichzeitig in Benin, Togo und Elfenbeinküste akkreditiert)
- im Jahre 1983: Botschafter Radivoge Petković
- im Jahre 1987: Botschafter Lazar Cović
- im Jahre 1991: Botschafter Miroslav Jancic
- im Jahre 1992: Geschäftsträger Ljubomir Andjelkovic
- im Jahre 1993: Geschäftsträgerin Milena Jovanovic
- im Jahre 1994: Botschafterin Milena Jovanovic

## Kamerun
- im Jahre 1976, 1979: Zwischen Kamerun und Ghana existieren diplomatische Beziehungen.
- im Jahre 1979, 1981, 2008: Die Angelegenheiten Kameruns in Ghana werden durch die kamerunische Botschaft in Lagos (Nigeria) betreut.

## Kanada
Quelle: Internetseite der kanadischen Botschaft in Accra
- im Jahre 1970: Hochkommissar Douglas B. Hicks
- im Jahre 1972: Hochkommissar Noble E.C. Power (war auch gleichzeitig als Vertreter Kanadas in Dahomey und Togo akkreditiert)
- im Jahre 1976: Hochkommissar D. Reece (war auch gleichzeitig in Benin und Togo akkreditiert)
- im Jahre 1977, 1978, 1979: Hochkommissar R. Middleton (war auch gleichzeitig in Benin und Togo akkreditiert)
- im Jahre 1981: Hochkommissar M. Faguy
- im Jahre 1983: Hochkommissar Frederick Livingston
- im Jahre 1987: Frau Hochkommissarin Aubrey L. Morantz
- im Jahre 1992: Frau Hochkommissarin Sandelle Scrimshaw
- im Jahre 1994: Hochkommissar C.D. Fogerty
- im Jahre 1999, 2000: unbesetzt
- im Jahre 2004: Hochkommissar Jean-Pierre Bolduc
- im Jahre 2005: Hochkommissar Donald J. Bobiash

## Kenia
- im Jahre 1976, 1977: Es existieren diplomatische Beziehungen zwischen Kenia und Ghana.
- im Jahre 1978, 1979, 1981: Die Angelegenheiten Kenias in Ghana werden von der kenianischen Botschaft in Lagos (Nigeria) betreut.
- im Jahre 2008: Hochkommissar Daniel Mepukori Koikai (in Lagos (Nigeria) residierend)

## Kongo (Demokratische Republik Kongo)
Die Demokratische Republik Kongo führte im Zeitraum 1960 bis 1997 den Namen Zaïre. Als Abgrenzung zur Republik Kongo (Hauptstadt Brazzaville) wird auch häufig nur von Kongo (Kinshasa) gesprochen.
- im Jahre 1972: Botschafter Gregoire M. Luntumbue
- im Jahre 1976, 1977, 1978: Botschafter N. Kitshodi Dimbu Deku
- im Jahre 1979: Botschafter Nawej a Mushitu
- im Jahre 1981: unbesetzt
- im Jahre 1983, 1987: Botschafter Mutuale Kikanye
- im Jahre 2008: Die Angelegenheiten der Demokratischen Republik Kongo in Ghana werden von der kongolesischen (ehemals zaïrischen) Botschaft in Lomé (Togo) betreut.

## Korea

### Nordkorea(Demokratische Volksrepublik Korea)
- im Jahre 1979, 1981, 1983: Botschafter Choi U Jin
- im Jahre 1987: Botschafter Chang Du Ho
- im Jahre 1992: Botschafter Yi Hae-Sop
- im Jahre 1994, 1999, 2000: Botschafter Ri Jae Song
- im Jahre 2004, 2005, 2008: Botschafter Kim Pyong Gi (in Abuja (Nigeria) residierend)

### Südkorea(Republik Korea)
- im Jahre 1979: Botschafter Changnam Park
- im Jahre 1981: Botschafter Kwang Han Hwang
- im Jahre 1983: Botschafter Yun Chul-an
- im Jahre 1987: Botschafter Nam Hong-Woo
- im Jahre 1992, 1994: Botschafter Hong-Woo Nam
- im Jahre 1999, 2000: Botschafter Hwang Pu-Hong
- im Jahre 2004, 2005, 2008: Botschafter Lee Sang-Pal
- im Jahre 2009: Botschafter Ruy Hu-Kwon

## Kuba
- im Jahre 1976: Zwischen Kuba und Ghana existieren diplomatische Beziehungen.
- im Jahre 1977: Die Angelegenheiten Kubas in Ghana werden von der kubanischen Botschaft in Lagos (Nigeria) betreut.
- im Jahre 1981, 1983, 1987: Botschafter Niel Ruiz Guerra
- im Jahre 1992, 1994: Botschafter Laureano Cardoso
- im Jahre 1999, 2000: Botschafter Juan Carretero
- im Jahre 2004, 2005, 2008: Botschafter Lucas Domingo Hernández Polledo

## Kuwait
- im Jahre 2008: Die Angelegenheiten Kuwaits in Ghana werden von der kuwaitischen Botschaft in Dakar (Senegal) betreut.

## Lesotho
- in den Jahren 1972, 1976, 1981: Die Angelegenheiten Lesothos in Ghana werden vom Hochkommissariat Lesothos in Nairobi (Kenia) betreut.

## Libanon
- im Jahre 1970: Botschafter Said Hibri
- im Jahre 1972, 1976, 1977, 1978: Geschäftsträger Jean Hazou (war auch gleichzeitig im Zentralafrikanischen Kaiserreich, Tschad und Togo akkreditiert)
- im Jahre 1979, 1981, 1983: Botschafter Jean Hazou (war 1979 auch gleichzeitig im Zentralafrikanischen Kaiserreich, Tschad und Togo akkreditiert)
- im Jahre 1987: Botschafter Assem Jaber
- im Jahre 1992, 1994: Botschafter Hicham Dimachkieh
- im Jahre 1999: Botschafter Mounir Khreich
- im Jahre 2000: Botschafter Charbel Aoun
- im Jahre 2004, 2005, 2008: Botschafter Jab El-Hassan

## Liberia
- im Jahre 1970: Botschafter George Flamma Sherman
- im Jahre 1972: Botschafter Theophilus Thomas
- im Jahre 1976: Botschafter J.E. Morgan (war auch gleichzeitig in Togo akkreditiert)
- im Jahre 1977: Botschafter John Ricks
- im Jahre 1978: Botschafter J. Edwin Morgan (war auch gleichzeitig in Togo akkreditiert)
- im Jahre 1979: Botschafter J.C. Ricks (war auch gleichzeitig in Togo akkreditiert)
- im Jahre 1981: Botschafter D. Weahplah Wilson
- im Jahre 1983: unbesetzt
- im Jahre 1987: Botschafter D. Weahplah Wilson
- im Jahre 1992, 1994: Botschafter T. Boye Nelson
- im Jahre 1999, 2000, 2004, 2005, 2008: Botschafter W. Elwood Greaves

## Libyen
- im Jahre 1972, 1976, 1977, 1978, 1979: Die Angelegenheiten Libyens in Ghana werden von der libyschen Botschaft in Lagos (Nigeria) betreut.
- Die diplomatischen Beziehungen zwischen Libyen und Ghana werden im November 1980 abgebrochen.
- im Jahre 1983: kommissarischer Volksbüro-Sekretär Abdullah Mujadian
- im Jahre 1992: unbesetzt
- im Jahre 1994, 1999, 2000: Frau Volksbüro-Sekretärin Fatima Magame
- im Jahre 2004, 2005, 2008: Volksbüro-Sekretär Muhammed Al-Gamudi

## Luxemburg
- im Jahre 1976, 1981: Zwischen Luxemburg und Ghana existieren diplomatische Beziehungen.

## Madagaskar
- im Jahre 1976, 1981: Zwischen Madagaskar und Ghana existieren diplomatische Beziehungen.

## Malaysia
- im Jahre 1972, 1976, 1977, 1978: Die Angelegenheiten Malaysias in Ghana werden vom malaysischen Hochkommissariat in Lagos (Nigeria) betreut.
- In den Jahren 1979–1981 existieren zwischen Malaysia und Ghana diplomatische Beziehungen.
- im Jahre 2004, 2005: Hochkommissar Muhammad bin Alias
- im Jahre 2008: designierter Hochkommissar Mahalil Baharam

## Mali
- im Jahre 1970: Botschafter Aboubacrine Mahamar
- im Jahre 1972, 1976, 1978, 1979: Botschafter Gourdo Sow (war auch gleichzeitig in Benin akkreditiert)
- im Jahre 1981, 1983, 1987: Botschafter Diallo Demba
- im Jahre 1992, 1994, 1999, 2000, 2004, 2005: Botschafter Muphtah Ag Hairy
- im Jahre 2008: Es existiert eine malische Botschaft in Accra.

## Malta
- im Jahre 1976, 1981: Zwischen Malta und Ghana existieren diplomatische Beziehungen.

## Marokko
- im Jahre 1970: Botschafter Mohamed A. El Alaoui

## Mauretanien
- im Jahre 1976, 1977, 1978, 1979, 1981: Die Angelegenheiten Mauretaniens in Ghana werden von der mauretanischen Botschaft in Abidjan (Elfenbeinküste) betreut.
- im Jahre 2008: Botschafter Tijani Kerim (in Abidjan (Elfenbeinküste) residierend)

## Mexiko
- im Jahre 1964: Botschafter Jesús Rexes Ruiz
- im Jahre 1967, 1970, 1972: Botschafter Ernesto Madero Vázquez
- 1973–1976: Botschafter José Pontones Tovar (war auch gleichzeitig in Guinea akkreditiert, 1979 auch in Marokko)
- im Jahre 1981: unbesetzt
- 1995–2001: Botschafter Francisco José Cruz González (in Rabat (Marokko) residierend)
- im Jahre 2003: Botschafter Juan Antonio Mateos Cícero (in Rabat (Marokko) residierend)
- im Jahre 2007: Botschafter Porfirio Thierry Muñoz Ledo Chevannier

## Niederlande
Quelle: Internetseite der niederländischen Botschaft in Accra
- im Jahre 1970: Botschafter J. Varekamp
- im Jahre 1972, 1976, 1977: Botschafter Christiaan Benjamin Arriëns
- im Jahre 1978: Botschafter J. C. Ferringa
- im Jahre 1979: Botschafter C. M. J. Kroner
- im Jahre 1981: Botschafter Adrian Mansvelt
- im Jahre 1983, 1987: Geschäftsträger a.i. unbesetzt
- im Jahre 1992, 1994: Botschafter S. H. Bloembergen
- im Jahre 1999, 2000: Botschafter Heln C. R. M. Princen
- im Jahre 2004, 2005: Botschafter Arie van der Wiel
- von 2006 bis 2010: Botschafterin Lidi Remmelzwaal

## Niger
- im Jahre 1970, 1972: Botschafter Tiecoura Alzouma
- im Jahre 1976, 1977, 1978, 1979, 1981: Botschafter Alhaji Habibou Allélé
- im Jahre 1983, 1987: Geschäftsträger Moussa Yerima
- im Jahre 1999, 2000: Botschafter Oumarou Youssoufou
- im Jahre 2004, 2005: Botschafter Abdoulkarimou Seini
- im Jahre 2008: Botschafter Hassane Ali Touré

## Nigeria
- im Jahre 1970: Hochkommissar Victor A. Adegoroye
- im Jahre 1972: Geschäftsträger Peter U. Onu
- im Jahre 1976: Hochkommissar G.O. Ijewere
- im Jahre 1977, 1978: Hochkommissar Isaac Jemide Sagay
- im Jahre 1979, 1981: Hochkommissar Ahhaji Abdul Zailani Mahmud
- im Jahre 1983: Hochkommissar Chief Adejoju Adeyemi
- im Jahre 1987: Hochkommissar Brigadier Harris O.D. Eghagha
- im Jahre 1992, 1994, 1999, 2000: Hochkommissar T.A. Olu-Otunla
- im Jahre 2004, 2005, 2008: Hochkommissar Joseph Olatunji Kolapo

## Norwegen
- im Jahre 1970: In Accra existiert ein norwegisches Generalkonsulat.
- im Jahre 1972, 1976, 1977, 1978, 1979, 1981: Die Angelegenheiten Norwegens in Ghana werden von der norwegischen Botschaft in Lagos (Nigeria) betreut.
- im Jahre 2008: Botschafter Lars Tangeraas (in Lagos (Nigeria) residierend)

Obervolta siehe unter Burkina Faso

## Oman
- im Jahre 2008: Botschafter Ahmed Bin Nassar Al Mahrizi (in Algier (Algerien) residierend)

## Österreich
- im Jahre 1970, 1972, 1976, 1977, 1978, 1979: Die Angelegenheiten Österreichs in Ghana werden von der österreichischen Botschaft in Abidjan (Elfenbeinküste) betreut.
- im Jahre 1981, 1983, 1987, 2000 – aktuell: Es existiert eine österreichische Vertretung in Accra.

- seit dem Jahre 2001: Frau Honorarkonsulin Ingeborg Smith

## Pakistan
- im Jahre 1970: Hochkommissar Ali Arshad
- im Jahre 1972, 1976: Botschafter S.A. Moid (war 1976 auch gleichzeitig in Guinea, Elfenbeinküste und Togo akkreditiert)
- im Jahre 1977, 1978, 1979: Botschafter S.A. Ahsani (war auch gleichzeitig in der Elfenbeinküste, Liberia, Sierra Leone, Togo und Obervolta akkreditiert)
- im Jahre 1981, 1983, 1987: Frau Botschafterin Salma Kishwar Jan
- im Jahre 1992: Hochkommissar Shafqat Ali Sheikh
- im Jahre 1994, 1999, 2000: Hochkommissar Abdul Kabir
- im Jahre 2008: Botschafter Abdullah Andoh-Eshun

## Palästina
- im Jahre 2008: Botschafter Saadi Altumaizi

## Philippinen
- im Jahre 1970, 1972, 1976, 1977, 1978, 1979, 1981: Die Angelegenheiten der Philippinen in Ghana werden von der philippinischen Botschaft in Lagos (Nigeria) betreut.

## Polen
- im Jahre 1970: Botschafter Aleksy Debnicki
- im Jahre 1972: Geschäftsträger Zygmunt Krolak
- im Jahre 1976, 1977, 1978, 1979: M. Kroker (war auch gleichzeitig in Benin akkreditiert)
- im Jahre 1981, 1983, 1987: Geschäftsträger a.i. Kazimierz Dabrowski
- im Jahre 1992, 1994, 1999, 2000: Geschäftsträger a.i. Kazimierz Maurer
- im Jahre 2008: Botschafter Gregorg Walinski

## Portugal
- im Jahre 1976, 1977, 1978: Es existieren diplomatische Beziehungen zwischen Portugal und Ghana.
- im Jahre 1979, 1981, 2008: Die Angelegenheiten Portugals in Ghana werden von der portugiesischen Botschaft in Lagos (Nigeria) betreut.

## Rumänien
- im Jahre 1970: Botschafter Teodor Ditulescu
- im Jahre 1972: Botschafter Gheorghe Iason
- im Jahre 1976, 1977, 1978: Die Angelegenheiten Rumäniens in Ghana werden von der rumänischen Botschaft in Lagos (Nigeria) betreut.
- im Jahre 1979: Botschafter Octavian Cărare
- im Jahre 1981, 1983: Botschafter Constantin Herascu
- im Jahre 1987: Geschäftsträger Ilie Vincențiu
- im Jahre 1992, 1994, 1999, 2000: Geschäftsträger a.i. Gheorghe V. Ilie
- im Jahre 2008: Es existiert eine rumänische Botschaft in Accra.

## Russland
ab 1991; für die Zeit vor 1991 siehe unter Sowjetunion
Quelle: Internetseite der russischen Botschaft in Accra
- im Jahre 1992, 1994: Botschafter unbesetzt
- im Jahre 1999, 2000: Botschafter Pavel D. Pavlov
- im Jahre 2004, 2005: Botschafter Valeri Orlov
- im Jahre 2008: designierter Botschafter Valeri Orlov
- seit 30. Mai 2014: Außerordentlicher Botschafter und Gesandter Dimitri Juriewitsch Suslow (gleichzeitig auch in Liberia akkreditiert)

## Sahara (Demokratische Arabische Republik Sahara)
- im Jahre 2008: Die Angelegenheiten der Demokratischen Arabischen Republik Sahara in Ghana werden von der saharischen Botschaft in Cotonou (Benin) betreut.

## Sambia
- im Jahre 1976, 1977, 1978, 1979, 1981: Die Angelegenheiten Sambias in Ghana werden vom sambischen Hochkommissariat in Abidjan (Elfenbeinküste) betreut.
- im Jahre 2008: Die Angelegenheiten Sambias in Ghana werden vom sambischen Hochkommissariat in Lagos (Nigeria) betreut.

## Saudi-Arabien
- im Jahre 1970: Botschafter Ahmed Ali Al Mubarak (Botschafter)
- im Jahre 1972, 1976, 1977: Geschäftsträger Fouad Ibrahim El-Alfi (Geschäftsträger)
- In den Jahren 1978–1981 existieren zwischen Saudi-Arabien und Ghana diplomatische Beziehungen.
- im Jahre 1983, 1987: Geschäftsträger Abdul Hamee al-Garee
- im Jahre 1992, 1994, 1999, 2000, 2004, 2005: Geschäftsträger a.i. Anwar Abdul Fattah Abdrabbuh
- im Jahre 2008: Es existiert eine saudi-arabische Botschaft in Accra.

## Schweden
- im Jahre 1970: Die Angelegenheiten Schwedens in Ghana wurden von der schwedischen Botschaft in Monrovia, Liberia betreut.
- im Jahre 1972, 1976, 1977, 1978, 1979, 1981: Die Angelegenheiten Schwedens in Ghana werden von der schwedischen Botschaft in Lagos (Nigeria) betreut.
- im Jahre 2008: Botschafterin Birgitta Holst (in Lagos residierend)

## Schweiz
Quelle: Internetseite der schweizerischen Botschaft in Accra:
- im Jahre 1970, 1972: Botschafter Friedrich Schnyder
- im Jahre 1976, 1977, 1978, 1979: Botschafter Marcel Luy (war auch gleichzeitig in Togo akkreditiert)
- im Jahre 1981, 1983: Botschafter Michael von Schenck
- im Jahre 1987: Geschäftsträger a.i. Walter Baumann
- im Jahre 1992, 1994, 1999: Botschafter Pierre Monod
- im Jahre 2000: Botschafter Peter Schweizer
- im Jahre 2004, 2005, 2008: Botschafter Georg Zubler

## Senegal
- im Jahre 1970: Botschafter Andre Colbary
- im Jahre 1972: Botschafter Louis Laurent Kande
- im Jahre 1976, 1977, 1978: Botschafter J. Benoit
- im Jahre 1979: Botschafter Saloum Kande
- im Jahre 1981: Zwischen Senegal und Ghana existieren diplomatische Beziehungen.
- im Jahre 2008: Die Angelegenheiten Senegals in Ghana werden von der senegalesischen Botschaft in Lagos (Nigeria) betreut.

## Serbien und Montenegro
Der Staat Serbien und Montenegro existierte im Zeitraum 2003 bis 2006. Für die Zeit davor siehe unter Jugoslawien.
- im Jahre 2006: Honorarkonsul ? Clifford Odarti

## Sierra Leone
- im Jahre 1970: Hochkommissar J.C.W. Porter
- im Jahre 1972: kommissarischer Hochkommissar H.M. Lynch-Shyllon
- im Jahre 1976, 1977: Hochkommissar Yankay-Daudi Sisay
- im Jahre 1978, 1979: Hochkommissar Philipson Humaro Kamara
- im Jahre 1981, 1983: Hochkommissar S.W. Gandi-Capio
- im Jahre 2004, 2005, 2008: Hochkommissar Allie Esa Bangura (in Lagos (Nigeria) residierend)

## Simbabwe
- im Jahre 1981: Zwischen Simbabwe und Ghana existieren diplomatische Beziehungen.
- im Jahre 2008: Hochkommissar Machivenyika Tobias Mapuranga (in Lagos (Nigeria) residierend)

## Singapur
- im Jahre 1992, 1994: In Accra existiert eine singapurische Vertretung.
- im Jahre 2008: Hochkommissar Giam Chin Toon (in Singapur residierend)

## Slowakei
- im Jahre 1994: Es existiert eine slowakische Vertretung in Accra.

## Somalia
- im Jahre 2008: Die Angelegenheiten Somalias in Ghana werden von der somalischen Botschaft in Lagos (Nigeria) betreut.

## Sowjetunion
Die Sowjetunion existierte bis 1991.
- im Jahre 1970: Botschafter V.S. Safronchuk
- im Jahre 1972: Botschafter V.I. Tscherednik
- im Jahre 1976, 1977, 1978, 1979: Botschafter Y.V. Bernov
- im Jahre 1981, 1983: Botschafter Anatoly Ivanstov
- im Jahre 1987: Botschafter Vyacheslav M. Semionov

## Spanien
- im Jahre 1972, 1976: Botschafter Juan José Cano y Abascal
- im Jahre 1977, 1978: Botschafter José Maria García-Agullo
- im Jahre 1979, 1981: Botschafter Antonio Ortiz
- im Jahre 1983, 1987: Botschafter José María Sierra
- im Jahre 1992: Botschafter Manuel María González-Haba
- im Jahre 1994: Botschafter Lorenzo González Alonso
- im Jahre 1999, 2000: Botschafter Fernando Corral
- im Jahre 2004, 2005, 2008: Botschafter Jorge Montealegre Buire

## Sri Lanka
Sri Lanka hieß bis 1972 Ceylon.
- im Jahre 1970: kommissarischer Hochkommissar C. Mahendran
- im Jahre 1976, 1981: Zwischen Sri Lanka und Ghana existieren diplomatische Beziehungen.

## Südafrika
- im Jahre 1999, 2000: Hochkommissar Josiah Motsepe
- im Jahre 2004: Hochkommissar M. M. Phologane
- im Jahre 2005, 2008: Hochkommissar Rapulane Sydney Molekane

Syrien: hinsichtlich des Zeitraums 1958–1961 siehe unter Ägypten

## Sudan
- im Jahre 1970: Botschafter El B. A. Mutaal
- im Jahre 1976, 1981, 2008: Die Angelegenheiten des Sudan in Ghana von der sudanesischen Botschaft in Lagos (Nigeria) betreut.

## Surinam
- im Jahre 1978, 1981: Zwischen Surinam und Ghana existieren diplomatische Beziehungen.

## Swaziland
- im Jahre 1979, 1981: Zwischen Swaziland und Ghana existieren diplomatische Beziehungen.

## Tansania
- im Jahre 1976, 1981: Die Angelegenheiten Tansanias in Ghana werden vom tansanischen Hochkommissariat in Lagos (Nigeria) betreut.

## Togo
- im Jahre 1970, 1972: Botschafter Sylvain T. Babeleme
- im Jahre 1976: Botschafter N.M. Akou
- im Jahre 1977, 1978: Botschafter Bruno Savi de Tove
- im Jahre 1979, 1981: Botschafter Dayi Azea Zekpa
- im Jahre 1983, 1987: Botschafter Nampouguini Lare
- im Jahre 1992, 1994: Botschafter Larbli Tchintchibidja
- im Jahre 1999, 2000, 2004, 2005: Botschafter Assiongbor Folivi
- im Jahre 2008: Es existiert eine togoische Botschaft in Accra.

## Trinidad und Tobago
- im Jahre 1976, 1977: Die Angelegenheiten von Trinidad und Tobago in Ghana werden von der Hochkommission Trinidads und Tobagos in Addis Abeba (Äthiopien) betreut.
- im Jahre 1978, 1979, 1981, 2008: Die Angelegenheiten von Trinidad und Tobago in Ghana werden von der Hochkommission Trinidads und Tobagos in Lagos (Nigeria) betreut.

## Tschad
- im Jahre 1976, 1981: Zwischen dem Tschad und Ghana existieren diplomatische Beziehungen.

## Tschechien
Die Tschechische Republik (Tschechien) existiert seit 1992. Für die Zeit davor siehe unter Tschechoslowakei.
- im Jahre 1994: Botschafter Joseph Janeček
- im Jahre 1999: Botschafter Vladimir Klima
- im Jahre 2000, 2004, 2005: Botschafter Jindrich Junek
- im Jahre 2008: Botschafter Saadi Mohamed Altumaizi

## Tschechoslowakei
Die Tschechoslowakei existierte bis 1992.
- im Jahre 1970, 1972: Botschafter Josef Zabokrtsky
- im Jahre 1976, 1977, 1978: Botschafter Jan Snobl (war auch gleichzeitig in Benin und Togo akkreditiert)
- im Jahre 1979, 1981, 1983: Botschafter František Lundak (war auch gleichzeitig in Benin und Togo akkreditiert)
- im Jahre 1987: Botschafter Ladislav Sobr
- im Jahre 1992: Botschafter Ilja Ulrich

## Tunesien
- im Jahre 1972, 1976, 1977, 1978, 1979: Die Angelegenheiten Tunesiens in Ghana werden von der tunesischen Botschaft in Abidjan (Elfenbeinküste) betreut.
- im Jahre 1981: Zwischen Tunesien und Ghana existieren diplomatische Beziehungen.
- im Jahre 2003: Botschafter Abderrazak Azaier (in Lomé (Togo) residierend)

## Türkei
Türkische Botschaft Accra
- im Jahre 1970: Botschafter Mahmut Dikerden
- im Jahre 1972: Geschäftsträger Erkut Onart
- im Jahre 1976, 1977: Botschafter Sait Sahipoglu (war auch gleichzeitig in Togo akkreditiert)
- im Jahre 1978: Botschafter G. Arbak (war auch gleichzeitig in Togo akkreditiert)
- im Jahre 1979. bis 1981: Botschafter Celal Akbay (war auch gleichzeitig in Togo akkreditiert)
- im Jahre 1981: Die türkische Botschaft in Accra wird geschlossen.
- 1981–2010: Die Angelegenheiten der Türkei in Ghana werden von der türkischen Botschaft in Lagos (Nigeria) betreut.
- 1. Februar 2010: Die türkische Botschaft in Accra wird wiedereröffnet.
- seit 20. Mai 2010: Botschafter Kenan Tepedelen

## Uganda
- im Jahre 1970: Hochkommissar L.E.C. Avua
- im Jahre 1972: Hochkommissar (Brigadier) Shaban Okuni Opolot (war auch gleichzeitig in Nigeria akkeditiert)
- im Jahre 1976, 1977: kommissarischer Hochkommissar J. Okullo (war auch gleichzeitig im Tschad und in Guinea akkreditiert)
- im Jahre 1978: Hochkommissar Brigadier Nunoo-Mensah (war auch gleichzeitig im Tschad akkreditiert)
- im Jahre 1979, 1981: unbesetzt

## Ungarn
- im Jahre 1970, 1972: Botschafter Janos Lorincz-Nagy
- im Jahre 1976, 1977: Botschafter János Pataki (war auch gleichzeitig in Togo und Benin akkreditiert) 
- im Jahre 1978, 1979, 1981: Botschafter László Hárs (war auch gleichzeitig in Togo und Benin akkreditiert, ab 1979 auch in der Elfenbeinküste)
- im Jahre 1983: Botschafter Lajos Bozi
- im Jahre 1987: Botschafter László Szikra
- im Jahre 1992, 1994, 1999, 2000: Geschäftsträger a.i. Imre Sosovicska
- im Jahre 2008: Es existiert eine ungarische Botschaft in Accra.

## Vatikanstadt
- im Jahre 1979, 1981: Apostolischer Pro-Nuntius Erzbischof Giuseppe Ferraioli
- im Jahre 1983, 1987: Apostolischer Pro-Nuntius Erzbischof Ivan Dias
- im Jahre 1992: Apostolischer Pro-Nuntius Most Reverend Abraham Kattumana, Titularerzbischof von Cebarades
- im Jahre 1994, 1999, 2000: Apostolischer Pro-Nuntius Most Reverend André Dupuy, Titularerzbischof von Selsea (Selsey)
- im Jahre 2004, 2005: Apostolischer Pro-Nuntius Most Reverend George Kocherry, Titularerzbischof von Othona
- 2008–2013: Apostolischer Nuntius Léon Kalenga Badikebele, Titularerzbischof von Magnetum

## Venezuela
- im Jahre 1972, 1976, 1977, 1978, 1979, 1981, 2008: Die Angelegenheiten Venezuelas in Ghana werden von der venezolanischen Botschaft in Lagos (Nigeria) betreut.

Vereinigte Arabische Republik siehe unter Ägypten 

Vereinigte Arabische Staaten siehe unter Ägypten

## Vereinigtes Königreich
Großbritannien und Nordirland
Quelle: Internetseite der britischen Botschaft in Accra
- im Jahre 1970: Hochkommissar M.K. Matthews
- im Jahre 1972, 1976: Hochkommissar Henry S.H. Stanley
- im Jahre 1977, 1978: Hochkommissar Frank Mills (war auch gleichzeitig in Togo akkreditiert)
- im Jahre 1979, 1981: Hochkommissar James Mellon (war auch gleichzeitig in Togo akkreditiert)
- im Jahre 1983: Hochkommissar Kevin Burns
- im Jahre 1987: Hochkommissar Arthur H. Wyatt
- im Jahre 1992, 1994: Hochkommissar D.C. Walker
- im Jahre 1999, 2000: Hochkommissar Ian W. Mackley
- im Jahre 2004, 2005, 2008: Hochkommissar Gordon Wetherell
- im Jahre 2015: Hochkommissar Jon Benjamin

## Vereinigte Staaten von Amerika
Quelle: Internetseite der US-amerikanischen Botschaft in Accra
- im Jahre 1957: Donald W. Lamm (Chargé d'Affaires)
- im Jahre 1957: Peter Rutter (Chargé d'Affaires)
- 1957–1960: Wilson C. Flake (Ambassador Extraordinary and Plenipotentiary)
- 1961–1962: Francis H. Russel (Ambassador Extraordinary and Plenipotentiary)
- 1962–1965: William P. Mahoney, Jr. (Ambassador Extraordinary and Plenipotentiary)
- 1966–1968: Franklin H. Williams (Ambassador Extraordinary and Plenipotentiary)
- 1968–1971: Thomas W. McElhiney (Ambassador Extraordinary and Plenipotentiary)
- 1971–1974: Fred E. Hadsel (Ambassador Extraordinary and Plenipotentiary)
- 1974–1976: Shirley Temple Black (Ambassador Extraordinary and Plenipotentiary)
- 1976–1978: Robert P. Smith (Ambassador Extraordinary and Plenipotentiary)
- im Jahre 1978: John A. Linehan (Ambassador Extraordinary and Plenipotentiary)
- 1978–1979: Robert P. Smith (Ambassador Extraordinary and Plenipotentiary)
- 1979–1983: Thomas W. M. Smith (Ambassador Extraordinary and Plenipotentiary)
- 1983–1986: Robert E. Fritts (Ambassador Extraordinary and Plenipotentiary)
- 1987–1989: Stephen R. Lyne (Ambassador Extraordinary and Plenipotentiary)
- 1989–1992: Raymond Charles Ewing (Ambassador Extraordinary and Plenipotentiary)
- 1992–1995: Kenneth Lee Brown (Ambassador Extraordinary and Plenipotentiary)
- 1995–1998: Edward P. Brynn (Ambassador Extraordinary and Plenipotentiary)
- 1998–2001: Kathryn Dee Robinson (Ambassador Extraordinary and Plenipotentiary)
- 2001–2002: Nancy Jo Powell (Ambassador Extraordinary and Plenipotentiary)
- 2003–2005: Mary Carlin Yates (Ambassador Extraordinary and Plenipotentiary)
- 2005–2008: Pamela E. Bridgewater (Ambassador Extraordinary and Plenipotentiary)
- 2008 – Sep.2012: Donald G. Teitelbaum (Ambassador Extraordinary and Plenipotentiary)
- Sep. 2012 – 24. Juli 2015: Gene A. Cretz (Ambassador Extraordinary and Plenipotentiary)
- 24. Juli – 30. November 2015: Melinda Tabler-Stone (Acting Ambassador, Chargé d'Affaires)
- seit 30. November 2015: Robert Porter Jackson (Ambassador)

## Vietnam
- im Jahre 1977, 1981: Zwischen Vietnam und Ghana existieren diplomatische Beziehungen.
- im Jahre 2008: Botschafter Do Cong Minh (in Luanda (Angola) residierend)

Zaïre siehe unter Kongo (Demokratische Republik Kongo)

## Zentralafrikanische Republik
Im Zeitraum 1976 bis 1979 nannte sich der Staat Zentralafrikanisches Kaiserreich.
- im Jahre 1976, 1981: Zwischen dem Zentralafrikanischen Kaiserreich bzw. der Zentralafrikanischen Republik und Ghana existieren diplomatische Beziehungen.

## Zypern
- im Jahre 1976, 1981: Zwischen Zypern und Ghana existieren diplomatische Beziehungen.